# خورشیدگرفتگی ۳۰ آوریل ۲۰۲۲
خورشیدگرفتگی ۳۰ آوریل ۲۰۲۲ (به انگلیسی: Solar eclipse of April 30, 2022) یک خورشیدگرفتگی از نوع خورشیدگرفتگی جزئی است. این خورشیدگرفتگی در تاریخ ۳۰ آوریل ۲۰۲۲ میلادی (‎۱۰ اردیبهشت ۱۴۰۱ خورشیدی) روی داد که زمان اوج آن، ساعت ۲۰:۴۲:۳۶ به‌وقت ساعت هماهنگ جهانی است.
این گرفت جزئی غیرقابل رویت در ایران، تنها در بخشی از جنوبگان و آمریکای جنوبی رویت می‌شود.

نمای پویای گرفت